# Jaroslav Janouch
Jaroslav Janouch (ur. 22 października 1903 w Světlá nad Sázavou–Havlíčkův Brod, zm. 7 września 1970 w Pradze) – czeski pisarz, pedagog, tłumacz literatury obcej, głównie polskiej i angielskiej, wydawca.

## Życiorys
Maturę uzyskał w 1922 w miejscowości Kutná Hora. W latach 1922–1924 studiował w Szkole Wyższych Studiów Pedagogicznych w Pradze. W tym okresie zaczął drukować twórczość własną i tłumaczenia tekstów z języków obcych w czasopismach „Forum”, „Cesta”, „Akord”, „Poesie”. W 1931 wspólnie z Josefem Heydukiem założył czasopismo literackie „Blok”. Podjął współpracę z pisarzami z Polski, tłumaczył ich teksty na język czeski i utwory czeskie na język polski. Specjalizował się w literaturze dla dzieci i młodzieży. W latach 1946–1947 był redaktorem naczelnym wydawnictwa Atlas w Pradze. W okresie powojennym kontynuował działalność pisarską, ograniczaną przez cenzurę. Do emerytury pracował jako nauczyciel w Pradze.
Wśród autorów polskich, których dzieła przetłumaczył na język czeski byli m.in. Kornel Makuszyński, Cyprian Kamil Norwid, Wacław Berent, Stefan Żeromski, Zofia Kossak, Sergiusz Piasecki, Jerzy Andrzejewski, Wanda Wasilewska, Henryk Sienkiewicz, Kazimierz Przerwa-Tetmajer i Hanna Malewska.
Najważniejszym jego dziełem wydanym w przekładzie na język polski była opublikowana w Polsce po jego śmierci powieść dla młodzieży Za honor i sławę (tłum. Urszula Dzierżawska-Bukowska, Nasza Księgarnia, Warszawa 1973, 1980).

## Wybrane publikacje dzieł własnych w języku czeskim
- Rozmarné pohádky (1937, 1939)
- Bouře v údolí (1938)
- Tvá či Boží (1937)
- Dobrodružství v Brasilii (1939)
- Vřesová panenka (1940)
- Pro čest a slávu (1940, 1947, 1970, 1978, 1990, 2001)
- Pohádka za pohádkou (1941, 1946)
- Zajatci džungle (1942, 1947)
- Zpěv z pralesa (1943, 1946)
- U Toledské brány (1944, 1947, 1999)
- Rytíř v žíněném rouchu (1947)
- Ve stínu jabloně (1957)
- Plachty nad oceánem (1967,1978)
- Kouzelný bubínek (2007)[1]

## Przekłady na język czeski z języka polskiego
- Kornel Makuszynski, Okřídlený chlapec (Vyšehrad 1934)
- Cyprián Norwid, Litanie k nejsvětější panně Marii (Florián 1934)
- Wáclav Berent, Živé kameny (Mazač 1937, Lidové nakladatelství 1972 - zatrzymane przez cenzurę)
- Stefan Žeromski, Mučedníci (Florián 1937)
- Zofie Kossaková, O Kristovu korunu (Vyšehrad 1937)
- Zofie Kossaková, Z lásky (Vyšehrad 1938)
- Zofie Kossaková, Legenda o sv. Mikuláši z Prstnice (Soukromý tisk 1938)
- Sergiusz Piasecki, Milenec hvězd (Melantrich 1938, Konfrontace Zurich 1980)
- Sergiusz Piasecki, Král hranice (Melantrich 1938, Konfrontace Zurich 1980)
- Zofie Kossaková: Puškař Orbano (Vyšehrad 1939)
- Jerzy Andrzejewski, Mír v duši (LUK 1941)
- Jerzy Andrzejewski, Řád srdce (Moravské kolo spis. 1947, Lidové nakl. 1972 - zatrzymane przez cenzurę)
- Zofie Kossaková, Křižáci (Vyšehrad 1948)
- Wanda Wasilewská, Ujařmená země (SNKLHU 1948)
- Henryk Sienkiewicz, Křižáci (Práce 1949, Naše Vojsko 1955, SNKLHU 1959 Odeon 1971, 1977, Sfinga 1995, Blok-Akcent 2001, 2008)
- Kazimierz Przerwa-Tetmayer, Legenda Tater (Melantrich 1953)
- Stefan Mlynarski, Z dějin polského dělnického hnutí (Orbis 1954)
- Jerzy Korzeniowski, Šlechtická vesnice. Spekulant (SNKLHU 1957)
- Zofie Kossaková, Malomocný král (Lidová demokracie 1958)
- Aleksandr Godlewski, Tahiti nejkrásnější (Orbis 1960)
- Hana Malewská, Jaro Řecka (Vyšehrad 1960)[1]

## Tłumaczenia na język czeski z języków innych niż polski
- Andrej Čajkovskij, Kozácká pomsta (Vyšehrad 1941)
- Cesarina Lupatti, Norimberské loutky (Vyšehrad 1942)
- Charles Dickens, Oliver Twist (B. Stýblo 1947)
- Frederick Marryat, Kormidelnik Vlnovský (B. Stýblo 1948)[1]